# Adalberto (ur. 1964)
Adalberto Machado (ur. 3 czerwca 1964 w Rio de Janeiro) – piłkarz brazylijski występujący podczas kariery na pozycji obrońcy.

## Kariera klubowa
Karierę piłkarską Adalberto zaczął w klubie CR Flamengo w 1983. W lidze brazylijskiej zadebiutował 13 marca 1983 w wygranym 3-1 meczu z Tiradentes Teresina. Z Flamengo zdobył mistrzostwo Brazylii w 1983 oraz mistrzostwo Rio de Janeiro – Campeonato Carioca w 1986.
We Flamengo 27 września 1986 w wygranym 2-0 meczu z Botafogo João Pessoa wystąpił po raz ostatni w lidze. Ogółem w latach 1980–1986 w lidze brazylijskiej Adalberto rozegrał 37 spotkania, w których strzelił 3 bramki. Ogółem w barwach rubro-negro rozegrał 185 meczów, w których strzelił 7 bramek.

## Kariera reprezentacyjna
Adalberto występował w olimpijskiej reprezentacji Brazylii. W 1983 uczestniczył w Igrzyskach Panamerykańskich, na których Brazylia zdobyła brązowy medal. Na turnieju w San Juan wystąpił w dwóch meczach z Argentyną i Urugwajem.